# 地球観測衛星
地球観測衛星（、英: earth observation satellite）とは、電波、赤外線、可視光を用いて地球を観測する人工衛星。リモートセンシング衛星ともいう。高頻度に観測するものは災害等への即応性が高く、高精度に観測するものは地球表面のデータを蓄積することを目的とし、大気中の雲や気候状態等を観測するものは大気のメカニズムや地球の気候シミュレーションの高精度化に貢献するなど、その目的や用途は多岐にわたる。
特に気象観測を目的とする場合は気象衛星、軍事目的で観測するものを偵察衛星という。

## センサーによる分類

### 可視光センサー
太陽光が地表に当たり反射した光を観測する光学カメラのことであり、パッシブセンサーである。観測波長は目的や性能によってパンクロ（モノクロ）、RGB、近赤外（NIR）から選ばれ、またそれらのセンサーを組み合わせて観測される。太陽光が反射した光を観測するため、地球の夜側の面は調査ができない。低軌道衛星の場合、地上に雲や霧が少ない朝10時から12時頃の時間帯を撮影し続けられるように太陽同期準回帰軌道に投入されることが多い。土地利用、海の色、植生などを調査できる。可視光の中でもヒトの視覚と同じRGBの3色よりも細かいマルチスペクトルセンサ―・ハイパースペクトルセンサーを搭載することで鉱物資源の調査など詳しい組成分布の調査などが可能となる。

### 赤外線センサー
地表の物体からの熱放射を撮影する光学カメラ、パッシブセンサ―である。物質が発する赤外線の強さを観測することによって、地表面温度が測定され熱慣性から組成が推定されたり、火山活動、山火事の発生を観測できる。雲がなければ夜間の場合においても、調査が可能となる。

### SAR（合成開口レーダー）
SARは衛星から強い電波を発射して、地表で反射する強さと返ってくるまでの時間を測定するアクティブセンサ―である。地表面を測定する衛星の場合、電波の周波数は地球大気や雲で減衰しにくい周波数（電波の窓）が選ばれ、また日照状況や天候にかかわらず、昼夜関係なく地表面の状態を観測できる。地形を測定するレーダーでは地震活動による地形の変化、植生を測定できる周波数のレーダーでは森林伐採の状況、海洋上では船舶の存在を調査することができる。

### LIDAR
LIDARはレーザー光使った距離センサーである。衛星から地表面の特定の一点に向けてレーザー光を発射し、反射して返ってくるまでの時間を測定して距離を精密に測定することができる。地形、森林の樹高、氷床の厚みなどを調査できる。同じ手法のセンサーは探査機の着陸時の測距センサーとしてよく使用される。

### マイクロ波放射計
地球から自然に放射されるマイクロ波を観測することによって、積雪、降水、温度などが調査できる。

## 調査対象
地球観測衛星から得られるデータからわかる代表的な情報として、以下が挙げられる。
- エアロゾル
- 温室効果ガス
- 植物プランクトン濃度
- 土地利用状況

### 災害
- 火山活動
- 地震
- 山火事[8]

### 地形
- 森林伐採
- 海面温度
- 植生分布
- 流氷
- 地形
- 標高[要出典]

### 気象
- 地表面温度
- 洋上風速[9]

他のデータも得られる。
- 降雪量
- 降雨量
- 気温
- 風速
- 積雪量

## その他
- 商業目的の地球観測衛星は、アメリカでは販売できる画像の解像度が50cmまでに制限されていたが、2014年6月に25cmまで制限が緩和された[10]。